# Pedrocortesella neonominata
Pedrocortesella neonominata är en kvalsterart som beskrevs av Subías 2004. Pedrocortesella neonominata ingår i släktet Pedrocortesella och familjen Licnodamaeidae. Inga underarter finns listade i Catalogue of Life.